# Tetraloniella viator
Tetraloniella viator är en biart som först beskrevs av Cockerell 1911.  Tetraloniella viator ingår i släktet Tetraloniella och familjen långtungebin. Inga underarter finns listade i Catalogue of Life.